# 让-巴蒂斯特·夏尔·布韦·德·洛齐耶
讓-巴蒂斯特·夏爾·布韋·德·洛齊耶（法語：Jean-Baptiste Charles Bouvet de Lozier，法語發音：[ʒɑ̃ batist ʃaʁl buvɛ də lozje]；1706年1月14日—1788年）是一位法國航海家，出生於朗斯河畔普勒迪安。原本是法國東印度公司的一個中尉，布韋·德·洛齊耶率領Aigle與Marie兩艘船艦探索南大西洋，1739年發現了布韋島，世界上最偏僻的單一島嶼。之後因多個船員生病，布韋·德·洛齊耶的船隊於南非的好望角折返回法國。1750年至1752年布韋·德·洛齊耶擔任馬斯克林群島總督，1757年至1763年二度擔任總督。

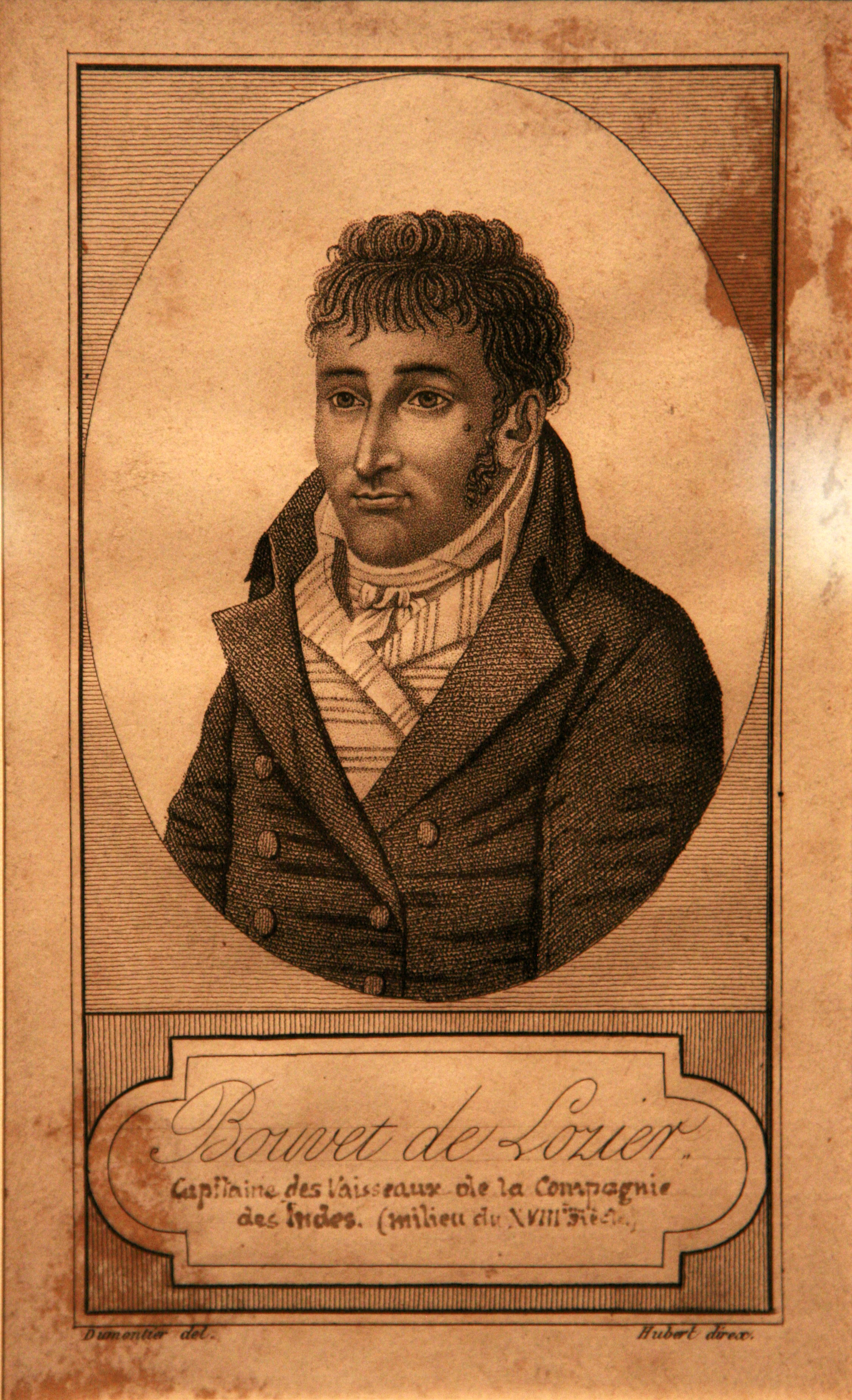
讓-巴蒂斯特·夏爾·布韋·德·洛齊耶

## 資料
- Lyubomir Ivanov and Nusha Ivanova. Bouvet and Kerguelen. In: The World of Antarctica. （页面存档备份，存于） Generis Publishing, 2022. pp. 70–72. ISBN 979-8886764031